# The Portland Group
PGI（以前は The Portland Group, Inc.）は、高性能計算システムのための市販のFORTRAN、C言語、そしてC++のコンパイラを生み出してきた企業であった。2013年7月29日、NVIDIA社は The Portland Group, Inc. を買収した 。The Portland Group (PGI) の名前は、NVIDIA社によって販売されたソフトウェア開発ツールのブランドとして今は知られている。

## 歴史
The Portland Group は、1989年に株式非公開企業として設立された。そのコンパイラ技術は、Floating Point Systemsで開発されたものを取得して使っている。最初の製品であるパイプライン処理をするFORTRANとCコンパイラは、1991年に発売された。その対象はIntel i860プロセッサであった。これらのコンパイラは、Intel iPSC/860、Touchstone Delta、そしてインテルパラゴンのようなインテル社のスーパーコンピューター上で使用された。そしてi860ベースのプラットフォームの大半のために選ばれたコンパイラでもあった。
1990年代初期にPGIは、High Performance Fortran(HPF)の開発に深く関わっていた。それはFortran 90にデータ並列処理をさせるために言語を拡張をしたものだった。HPFは、幅広く多様なアーキテクチャに対して移植可能なプログラミングインターフェースを提供している。PGIは、現在でも利用可能なHPFコンパイラを生み出したのである。
1996年にPGIは、サンディア国立研究所のASCI Redスーパーコンピューターのためのx86コンパイラを開発した。テラフロップスの性能を確実にした最初のコンピューターシステムであった。1997年にPGIは、Linuxワークステーション用の一般用途のx86コンパイラを発売した。
The Portland Group は、2000年12月にSTマイクロエレクトロニクスによって買収された。そしてLinux、Windows、そしてMacOSのためのHPC（高性能計算）コンパイラとツールを開発する100%子会社として運営された。NVIDIA社は、2013年7月29日にSTマイクロエレクトロニクスからPGIを買収した。現在、同じコンパイラとツールは、"PGI Compilers and Tools" というブランド名でNVIDIAを通じて入手可能である。
PGIは、高性能計算のためのGPGPUの利用拡大に深く関わってきた。NVIDIA社とCUDA Fortranの開発を行なっており
、ディレクティブを使用するPGIブランドのアクセラレータ用FortranとCコンパイラも開発している。PGIは、GPUコンピューティングのための新規格OpenACCのディレクティブの仕様策定に参加した。
そして、マルチコアARMプロセッサ上で動作するOpenCLのためのコンパイラをリリースしてきたが、NVIDIAに買収されてからOpenCLのコンパイラをリリースしていない。

## 製品と市場の歴史

### コンパイラ
PGIコンパイラは、最適化、ベクトル化、ソフトウェアパイプライン処理、そして共有メモリの並列化の機能を組み込んでおり、インテルとAMDのプロセッサの両方を対象としている。PGIは、以下の高水準言語をサポートしている。
- Fortran 77
- Fortran 90/95/2003
- Fortran 2008 (partial)
- High Performance Fortran (HPF)
- ANSI C99 with K&R extensions
- ANSI/ISO C++
- CUDA Fortran
- OpenCL
- OpenACC
- OpenMP

### プログラミングツール
PGIは、並列化デバッガPGDBGと性能プロファイラPGPROFも提供している。Linux、Windows、そしてMacOS用のOpenMPとMPI並列化をサポートしている。Windowsにおいて、PGI Fortran コンパイラとデバッガは、PGI Visual Fortran と呼ばれる製品として、Microsoft Visual Studioへ完全に組み込まれてきた。

### PGIの主要な軌跡
- 1989 - PGI 設立
- 1991 - パイプライン処理 i860 コンパイラ
- 1994 - 並列化 i860 コンパイラ
- 1996 - ASCI Red TFLOPS コンパイラ
- 1997 - Linux/x86 コンパイラ
- 1998 - OpenMP for Linux/x86
- 1999 - SSE/SIMD ベクトル化
- 2001 - VLIW ST100 コンパイラ
- 2003 - 64-bit Linux/x86 コンパイラ
- 2004 - ASCI Red Storm（英語版） コンパイラ
- 2005 - PGI Unified Binary Technology
- 2006 - PGI Visual Fortran
- 2007 - 64-bit Mac OS コンパイラ
- 2008 - PGI Accelerator コンパイラ
- 2009 - CUDA Fortran コンパイラ[10]
- 2010 - CUDA X86 コンパイラ
- 2011 - AVX/FMA ベクトル化
- 2012 - OpenACC GPUコンピューティングのための標準ディレクティブ
- 2012 - マルチコアARM CPU用 PGI OpenCL コンパイラ。NVIDIAがPGIを買収した後に消滅した。